# Frederik Hegel
Frederik Jacob Deichmann Hegel, född 1 augusti 1880, död 17 februari 1961, var en dansk bokförläggare. Han var son till Jacob Hegel.
Hegel var ursprungligen i diplomattjänst, men blev från 1919 verkställande direktör i Gyldendalske Boghandel. Med stor organisationstalang och idérikedom men delvis i konflikt med sortimentsbokhandeln hävdade han förlagets rangplats.

## Utmärkelser
- Riddare av Dannebrogorden,  1920[2]

[Redigera Wikidata]